# Jean de Gourmont
Pour les articles homonymes, voir Jean de Gourmont (homonymie).
Jean Ier de Gourmont (Carquebut, vers 1483 - Lyon, après 1551[réf. nécessaire]) est un peintre, orfèvre, et graveur français de la Renaissance.
Issu d'une importante famille d'imprimeurs, éditeurs, peintres et graveurs, actifs tout au long du XVIe siècle, Jean de Gourmont (peut-être fils d'un dénommé Richard de Gourmont) débute à Paris vers 1506 aux côtés de ses frères imprimeurs, Gilles et Robert. Vers 1520, il part à Lyon où il est attesté comme peintre et graveur en taille-douce de 1522 à 1526[réf. nécessaire]. Il épouse Jeanne Néret qui lui donne une fille, Claude. On lui attribue des gravures, dessins, mais aussi quelques peintures comme une Adoration des bergers (Paris, Musée du Louvre), provenant peut-être de la chapelle du château d'Ecouen, dont l'attribution est aujourd'hui largement contestée, et La Descente à la cave (1537, Francfort, Städelsches Kunstinstitut), aujourd'hui plutôt rapprochée du Maître de Dinteville (Bartholomeus Pons ?).
On rattache quelquefois le Maître JG à Jean de Gourmont. Mais ce rapprochement est contesté visiblement avec raison par Estelle Leutrat.